# Карекин Нъждех
Карекин или Гарегин Егишевич Тер Харутюнян, известен като Нъждех, (на арменски: Գարեգին Նժդեհ) е арменски революционер, военен, политически мислител, член на партията Дашнакцутюн, командир на арменската рота в Македоно-одринското опълчение в Балканската война.

## Биография
Нъждех е роден през 1886 година в село Кузнут, днес в Нахичеван като най-малкото от четирите деца на местен свещеник. Учи в арменско училище, но след закриването на арменските училища завършва руско начално училище в град Нахичеван, после в руска гимназия в Тифлис и накрая през 1902 година постъпва в юридическия факултет в Санкт Петербург. През 1904 година обаче напуска университета и се включва в арменското освободително движение.
Поддържа контакти с Вътрешната македоно-одринска революционна организация. През 1906 – 1907 г. завършва школа за запасни подпоручици в София, след което се завръща в Руската империя, но е осъден и прекарва три години в затвор заради участието си в арменската освободителна организация Дашнакцутюн.
При избухването на Балканската война заедно с Андраник Озанян подпоручик Нъждех формира арменска доброволческа рота в Македоно-одринското опълчение, с която участва във войната срещу Османската империя и в Междусъюзническата война, в която е ранен на 18 юни 1913 г. и получава кръст „За храброст“ IV степен.
Завръща се в Армения през 1914 година и командва различни военни части в състава на руската армия по време на Първата световна война. Играе ключова роля в арменската победа в Битката при Каракилиса през май 1918 година. През 1921 година с части на Демократична република Армения оглавява отбраната на Зангезур срещу болшевиките. След обявяването на независимостта на Република Планинска Армения той неин става министър-председател и военен министър.
След триумфа на съветската армия Нъждех бяга от Армения и се занимава с революционна антисъветска дейност в Иран, Турция, България и Съединените щати. От края на 1921 година се установява в България и се занимава с обществена дейност. По време на Втората световна война подкрепя формирането на арменски легион в състава на Вермахта.
След Деветосептемврийския преврат през 1944 година Нъждех, който има българско гражданство, е арестуван от съветски специални части в дома му в София и е отведен в Съветския съюз, където умира в затвор във Владимир през 1955 г.
Името му носи метростанция в арменската столица Ереван. В негова чест е учреден и орденът „Гарегин Нъждех“.

## Галерия
- Карекин Нъждех в Балканските войни
- Нъждех и Андраник Озанян начело на арменците в Българската армия в Балкансата война
- Паметна плоча на дома на Нъждех на ул. „Солунска“ в София
- Нъждех - поручик от българската армия в Балканската война